# Christian Prudhomme
Christian Prudhomme (født 11. november 1960) er en fransk sportsjournalist, og siden 2007 direktør for det ASO-ejede cykelløb Tour de France.